# Chojno Nowe Drugie
Chojno Nowe Drugie – wieś w Polsce położona w województwie lubelskim, w powiecie chełmskim, w gminie Siedliszcze. Przez miejscowość przebiega droga krajowa nr .
W latach 1975–1998 miejscowość administracyjnie należała do ówczesnego województwa chełmskiego.
Wieś jest sołectwem w gminie Siedliszcze. 
We wsi znajdują się zespół dworski wybudowany w latach 70. XIX wieku dla rodziny Dziewickich, w którym do 2022 roku działał dom pomocy społecznej, Decyzją Ministra Rolnictwa i Sądu Administracyjnego w Warszawie, dworek wraz z przyległymi budynkami i parkiem został zwrócony spadkobiercom po ostatnich właścicielach, Antonim, Jerzym, Marii, Mieczysławie, Zofii Boduszyńskich.
We wsi jest także Sala Królestwa miejscowego zboru Świadków Jehowy. 